# Lincoln Beach
Lincoln Beach – jednostka osadnicza w Stanach Zjednoczonych, w stanie Oregon, w hrabstwie Lincoln, nad Oceanem Spokojnym.